# Suhor, Novo mesto
Suhor je naselje v Občini Novo mesto.